# Чорух-Дайрон
Чорух-Дайрон (тадж. Чоруқдаррон) — посёлок городского типа в Согдийской области Таджикистана, подчинён администрации города Гулистан. Расположен в предгорьях Моголтау.
Возник как посёлок при руднике по добыче цветных металлов. Статус посёлка городского типа с 1945 года.

## Население
| 1959 | 1970 | 1979 | 1989 | 2013 | 2022 |
| ---- | ---- | ---- | ---- | ---- | ---- |
| 4182 | 4166 | 3985 | 3710 | 3400 | 4000 |